# Station Mykanów
Station Mykanów is een spoorwegstation in de Poolse plaats Mykanów.